# ウンツィン川
ウンツィン川（ウンツィンがわ、バスク語、Untsin ibaia）は、フランス領バスク流れてビスケー湾（大西洋）に注ぐ河川。

## 流域について
長さは9.4 km、流域面積は34 km2程度であり

、大西洋に注いでいる
。